# ماراثون أنطاليا
مارثون أنطاليا هو حدث رياضي دولي يقام في أنطاليا سنويا منذ عام 2006. ويتم تنظيم هذا الماراثون في شهر اذار من كل سنة. الراعي الرسمي لهذا المارثون هي شركة أوجيه للسياحة ومقرها ألمانيا التركية-الألمانية فورال أوجيه،, هو سباق الماراثون الوحيد والثاني في تركيا بعد ماراثون إسطنبول. وعادة ماتكون مسافة السباق 4 كم (2.5 ميل). معظم المنافسين يأتون من ألمانيا,في عام 2008، 165 من الرياضيين من أصل 351،الذين شاركو في السباق، كانوا من الألمان., طريق المارثون يمر عبر المدينة القديمة ومنارة مسجد يلفلي وبوابة هادريان وبعد وقت قصير من خط البداية يمر في متحف أنطاليا، ويستمر بعد ذلك بموازاة ساحل كلفي نحو شرق لارا، انطاليا,جميع فئات السباق تنتهي في ملعب أنطاليا أتاتورك. ., قررت اللجنة المنظمة للسباق عدم دعوة الرياضيين من أفريقيا من بعد الآن وذلك مع حدث عام 2010,

## الفائزون
سجلات المارثون
| السنة | فئة الرجال           | الوقت (ساعة:دقيقة:ثانية) | فئة النساء       | الوقت (ساعة:دقيقة:ثانية) |
| ----- | -------------------- | ------------------------ | ---------------- | ------------------------ |
| 2014  | شعبان مصطفى          | 2:26:34                  | سفيتلانا سبيليفا | 2:56:52                  |
| 2013  | Murat Kaya           | 2:36:35                  | لوطفي كايا       | 3:01:29                  |
| 2012  | يوكسل ايدن           | 2:34:08                  | لوطفي كايا       | 2:52:21                  |
| 2011  | أحمد أرسلان          | 2:38:09                  | برجت لينارتز     | 3:04:00                  |
| 2010  | ساسجا فيلاتين        | 2:36:46                  | برجت لينارتز     | 3:10:30                  |
| 2009  | جون مسلى كيوكي       | 2:18:00                  | ناديسشا سميليتوا | 2:44:19                  |
| 2008  | فيليب ماكو مويا      | 2:16:13,1                | كرستينا لونين    | 2:42:54.9                |
| 2007  | ويليام كيموتا كورجات | 2:19:23,8                | مونيكا ساميلا    | 2:49:47.4                |
| 2006  | ماوريس وامبو         | 2:21:12                  | ريما دوبوك       | 2:54:38                  |

## وصلات خارجية
- Route map